# Tourisme d'aventure
 (novembre 2024).
Si vous disposez d'ouvrages ou d'articles de référence ou si vous connaissez des sites web de qualité traitant du thème abordé ici, merci de compléter l'article en donnant les références utiles à sa vérifiabilité et en les liant à la section « Notes et références ».

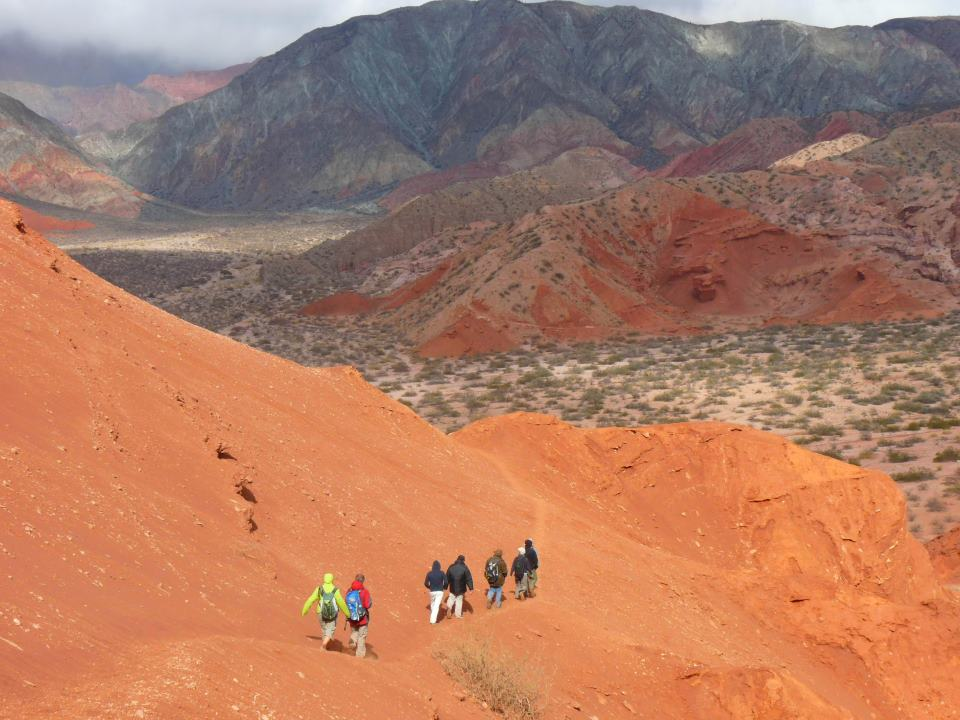
Trekking dans la Quebrada de las Conchas, Cafayate, Province de Salta, Argentine.

Le tourisme d'aventure ou voyage d'aventure est une catégorie touristique qui associe à la fois exploration et voyage. Ce tourisme comporte également certains risques qui peuvent être réels ou perçus. Cette forme de tourisme requiert des compétences particulières et des aptitudes physiques et sportives. 
Aux États-Unis, le tourisme d'aventure s'est développé au cours des dernières décennies lorsque certains voyageurs ont cherché à sortir des sentiers battus. Faute de données suffisantes, il n'est pas possible de mesurer la taille et la croissance du marché du tourisme d'aventure. Selon l'entreprise américaine Adventure Travel Trade Association, le tourisme d'aventure peut correspondre à toute forme de voyage comprenant une activité physique, un échange culturel et un lien avec la nature.

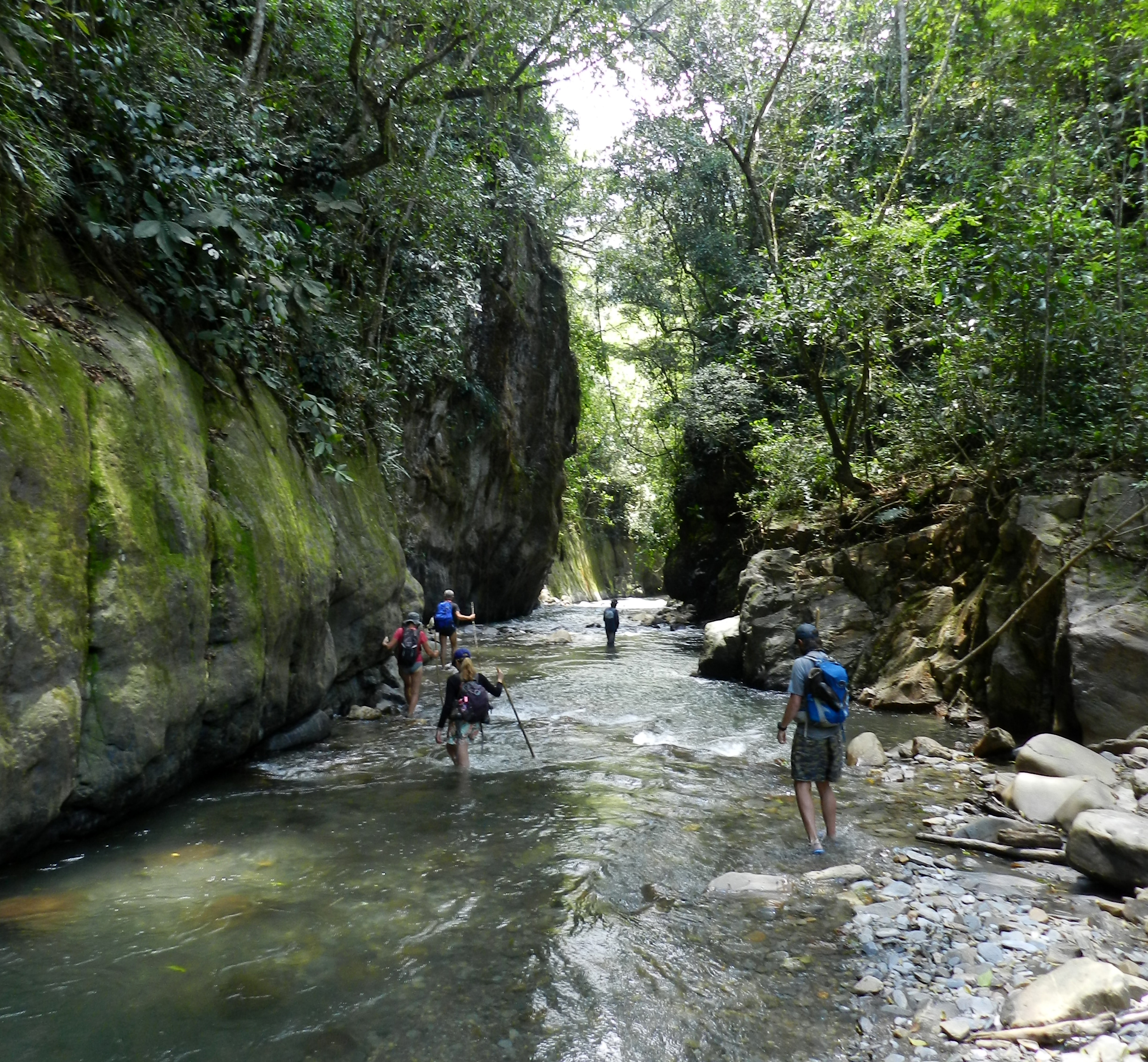
Randonnée aquatique dans le Rio Vagante, Coroico, Yungas, Bolivie.

Il s'agit de voyages actifs - souvent sportifs - qui mêlent à la découverte d'une destination le plus souvent une activité de Randonnée pédestre, cycliste ou équestre. Il peut comporter de l'alpinisme, du saut à l'élastique, du VTT, du cyclisme, du canoë, de la plongée, du rafting, du kayak de mer, des tyroliennes, du parapente, de la planche de dune, de la spéléologie, de l'escalade et bien d'autres activités sportives plus marginales.
Ils incluent ainsi des voyages qui s'apparentent à du Trekking, des expéditions, ou des voyages d'auteurs. Les voyages d'aventure sont aussi très souvent orientés vers la découverte et la rencontre de peuples qui ont conservé leurs traditions et leurs coutumes sur des territoires plus ou moins difficiles d'accès; plus la difficulté d'accès est grande plus le voyage sera rare et considéré comme aventureux. Cependant, l'industrialisation dans ce secteur, comme dans d'autres, a conduit à diminuer les temps de partage avec les populations locales, générant parfois des perturbations sociales importantes, notamment au sein de territoires ayant progressivement abandonné leurs modes de vie traditionnels pour se concentrer sur l'accueil de ces visiteurs.